# مظفر أباد (خوي)
مظفر أباد هي قرية في مقاطعة خوي، إيران. يقدر عدد سكانها بـ 281 نسمة بحسب إحصاء 2016.